# 외로운 산

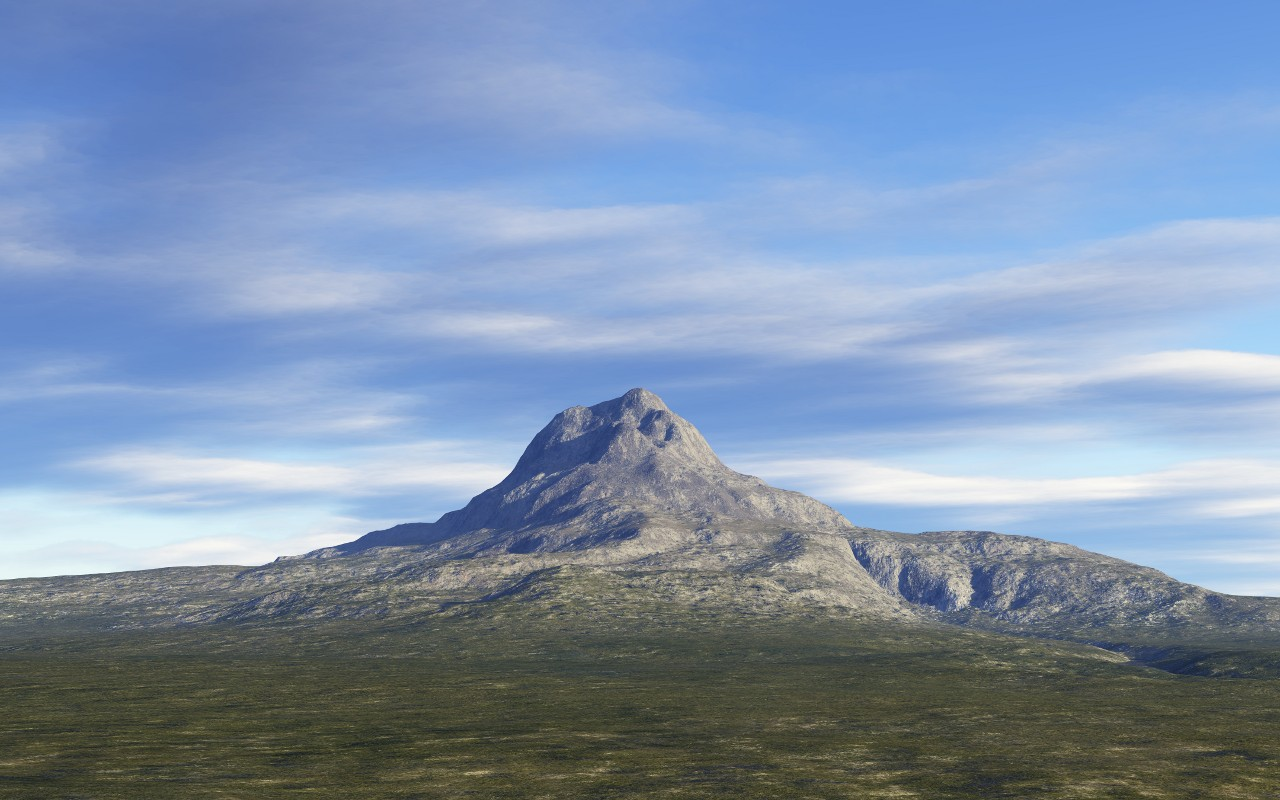
외로운 산

외로운 산(Lonely Mountain)은 J. R. R. 톨킨의 판타지 소설 배경의 가운데땅의 산이다. 호빗의 모험의 상징이다.
신다린어로 에레보르(Erebor)라 불리며 과거에 난쟁이들의 거대한 도시였지만, 용 스마우그가 강제로 빼앗아, 참나무방패 소린이 되찾으려한다.